# Contrôle des armes à feu

Une carte du monde montrant les pays en fonction de leur politique de contrôle des armes à feu.
Permissif
Restrictif
Indéterminé

Le contrôle des armes à feu est l'ensemble des lois ou des politiques qui régissent la fabrication, la vente, la possession ou l'utilisation d'armes à feu par des civils.
La plupart des pays appliquent une politique restrictive en matière d'arme à feu. Seules quelques législations sont considérées comme permissives. En général, les juridictions qui réglementent l'accès à ces armes limitent l'accès selon certaines catégories d'armes à feu, puis restreignent l'accès à certaines catégories de personnes qui peuvent obtenir une licence.

## Belgique
La loi en Belgique permet de détenir des armes pour le tir sportif et récréatif en faisant une demande d'autorisation de détention auprès du gouverneur responsable du lieu d'habitation du demandeur. Cette autorisation doit être renouvelée tous les 3 ans.
Pour recevoir cette autorisation, il faut fournir un extrait de casier judiciaire vierge, un certificat médical et les documents prouvant la réussite à l'examen théorique et pratique de manipulation d'arme à feu. Il est également nécessaire que les personnes cohabitant avec le demandeur marquent leur accord.
Il est également possible d'obtenir une licence de tireur sportif, qui autorise à acheter certaines armes sur simple déclaration.
Il existe également une catégorie d'armes, dites « armes de panoplie » qui nécessite un agrément de collectionneur ou d'un agrément spécial, sans munitions toutefois. Cette catégorie d'armes englobe celles qui sont dépassées ou dont le calibre est très peu répandu.
Les policiers ont quant à eux besoin d’une formation afin de prouver leur aptitude à utiliser une arme sans danger pour eux-mêmes et les autres, mais n’ont pas besoin d’une autorisation du gouverneur.

## Canada
Au Canada, c'est la Loi sur les armes à feu (1995, ch. 39) et ses règlements afférents qui encadrent le contrôle des armes à feu.
Pour obtenir une arme à feu, il faut être détenteur d'un permis de possession et acquisition d'arme à feu (PPA) valide qui comporte la mention pour la ou les classes d'arme souhaitées. Ce permis peut être obtenu à la suite de la réussite du Cours canadien de sécurité dans le maniement des armes à feu (CCSMAF), si l'on souhaite uniquement acquérir et/ou posséder des armes à feu sans restrictions. En plus du cours CCSMAF, un particulier qui souhaite acquérir et/ou posséder des armes à feu à autorisation restreinte doit compléter avec succès le Cours canadien de sécurité dans le maniement des armes à feu à autorisation restreinte (CCSMAFAR) avant de pouvoir effectuer la demande d'un permis de possession et acquisition d'arme à feu (PPA). De plus, une enquête est effectuée par la police afin de contrôler les antécédents judiciaires et personnels des demandeurs.

## États-Unis
Le droit de posséder et porter une arme à feu est garanti par le deuxième amendement de la Constitution des États-Unis. Cependant, la branche législative de chaque État fédéré, et dans une certaine mesure des gouvernements locaux (comtés, villes indépendantes), peut établir les lois et ordonnances encadrant la possession et le port d'armes à feu, dissimulées ou non.
En 1993, la loi Brady a été votée pour limiter la détention d’armes à feu par d’anciens criminels et impose un contrôle des antécédents psychiatriques et judiciaires lors de l’achat d'une arme neuve par l’intermédiaire du Système national d’enquête instantanée sur l’existence de casiers judiciaires (National Instant Criminal Background Check System (en), ou NICS) qui est exploité par le FBI.

## Finlande
Depuis 2011, toute personne de plus de 20 ans peut être autorisée à détenir une arme à feu sous condition de détenir un permis de chasse ou d'appartenir à un club de tir depuis au moins 2 ans,. On estime que 56 % de la population finlandaise et 38 000 adolescents en détiennent une,.

## France
La législation française règlemente la détention, la fabrication et le commerce des armes.
En 1563, le roi de France Charles IX fait un discours sur les armes à feu au parlement de Rouen dans lequel il déclare :
| Français d'époque | Orthographe actuelle |
| --- | --- |
| « D'auantage cõsiderant que les meurtres, volleries, assassinats, & autres entreprinſes, qui troublent le commun repos de nosdicts ſubects, s'exercent plus par les armes à feu, que nuls aultres : Défendons treſeſtroictement sur meſmes peines à toutes personnes, de quelque estat, dignité & qualité qu'ils soyent, porter ne faire porter par leurs gens & seruiteurs dedans les villes, ne par les champs, aucune hacquebute, pistolle ne pistolet, ne d'icelles tirer: sinon qu'ils sussent gens de nos Ordonnances, ayans & portans le faye de gẽdarme ou archer, selõ leur qualité, Gentils-hommes de nostre maison, ayans certificat signé de leur Cappitaine, Archers de nos gardes, ceulx du Preuost de nostre hostel, Preuosts des Connestable & Mareschâulx de France, portans le hoqueton, ou certificat de leursCappitaines: & les gens de guerre, soldats estans à nostre solde en leurs garnisons , & allans pour nostre seruice par nostre commandement, ou des Connestable & Mareschaulx de France, d'vn lieu à aultre,& nõ aultrement. » | « D'avantage considérant que les meurtres, voleries, assassinats, & autres entreprises, qui troublent le commun repos de nos dits sujets, s'exercent plus par les armes à feu, que nuls autres : Défendons très étroitement sur mêmes peines à toutes personnes, de quelque état, dignité & qualité qu'ils soient, porter ou faire porter par leurs gens & serviteurs dedans les villes, ni par les champs, aucune hacquebuse, pistolle ni pistolet, ni d'icelles tirer: sinon qu'ils fussent gens de nos Ordonnances, ayants & portant le faye de gendarme ou archer, selon leur qualité, Gentils-hommes de notre maison, ayant certificat signé de leur Capitaine, Archers de nos gardes, ceux du Prévôt de notre hôtel, Prévôts des Connétables & Maréchaux de France, portant le hoqueton, ou certificat de leurs Capitaines: & les gens de guerre, soldats étant à notre solde en leurs garnisons, & allant pour notre service par notre commandement, ou des Connétables & Maréchaux de France, d'un lieu à autre, & non autrement. » |

Entre 1939 et 2012, les armes étaient classées en huit catégories, qui déterminaient le niveau d'autorisation nécessaire pour leur détention.
Ainsi, les armes de première catégorie, considérées comme « armes de guerre », ainsi que les armes de quatrième catégorie, étaient soumises à un contrôle rigoureux, alors que les armes de huitième catégorie ne nécessitaient ni autorisation ni déclaration pour leur détention. Cependant, la 8e catégorie concernait les armes historiques datant d'avant 1870 (ainsi que toutes les armes à feu quel que soit leur calibre qui ont été neutralisées et comportant le justificatif, ex : Famas neutralisé).
Le décret de 1995 a repris cette classification, en y intégrant les modifications rendues nécessaires par la directive européenne 91/477.
La loi n°2012-034 du 6 mars 2012 fixe le nouveau classement des armes :
- 1re catégorie A : matériel et armes de guerre dont l'acquisition et la détention sont interdites
- 2e catégorie B : armes soumises à autorisation pour la détention et l'acquisition
- 3e catégorie C : armes soumises à déclaration pour la détention et l'acquisition
- 4e catégorie D : armes soumises à enregistrement et armes et matériels dont la détention sont libres

## Luxembourg
D'après une loi du 15 mars 1983, la détention d'une arme est soumise à l'obtention d'une autorisation auprès du ministère de la Justice. Cette demande d'autorisation doit reposer sur des motifs valables, et sur une absence de risques concernant la personnalité du demandeur (antécédents judiciaires, comportement, état mental). En 2010, la loi a été durcie et désormais, toute arme ayant une puissance de feu supérieure à 0,5 joule sera soumise automatiquement à autorisation.

## Nouvelle-Zélande
Après les attentats de Christchurch commis par un tireur d'extrême-droite le 15 mars 2019 et qui fait 51 morts, la première ministre Jacinda Ardern annonce le 21 mars l’interdiction des armes semi-automatiques.

## Royaume-Uni
En 1996, la tuerie de Dunblane donna lieu à un contrôle des armes à feu radical en Grande-Bretagne puisque toute détention d'arme fut interdite aux privés par le gouvernement de John Major. Ceci, à l'exception de l'Irlande du nord, qui garde un taux de détention d'arme à feu élevé et des lois moins sévères[réf. nécessaire].

## Suisse
La Suisse jouit d'une législation libérale concernant les armes et a ainsi, un taux d'armement de 28 armes à feu pour 100 habitants. Cependant, les armes ne sont pas réparties uniformément parmi la population. Certains possèdent plusieurs armes, quand d'autres n'en ont pas. Ainsi, la proportion de la population détenant au moins une arme est bien inférieure en Suisse qu'aux États-Unis. De plus, les personnes armées sont majoritairement des militaires ou rattachées à l'armée, des tireurs sportifs ou des chasseurs.
Avec 0,4 pour 100.000 habitants, le pays a l'un des taux d'homicide volontaire les plus faibles du monde.
Les citoyens suisses ayant effectué leur service militaire peuvent conserver leurs armes de service à certaines conditions, et les utiliser à des fins personnelles dans des stands de tir : sept années au moins dans l’armée, possession d’un permis d’acquisition d’armes, accomplissement au cours des trois dernières années d'au moins deux fois le programme obligatoire et deux fois le tir en campagne à 300 mètres. Une estimation minimale chiffre le nombre d'armes militaires conservées par des particuliers - y compris les armes des militaires - à 350 000, dont 230 000 fusils d'assaut SIG-550 de calibre 5,6 mm suisse et 120 000 pistolets de calibre 9 mm Parabellum.[réf. souhaitée]. Swissinfo.ch en estime le nombre à 2 500 000, fusils et pistolets.
Selon une enquête de 2006, le taux de suicides par armes à feu est le plus élevé d'Europe (Suisse : entre 24 et 28 %, Finlande et Norvège : environ 20 %, France : 16 %, Allemagne : 8 % , Espagne : 5,5 %). Mais le taux de suicide en 2016 en Suisse est similaire à celui de la France (17 suicides pour 100 000 habitants par an).
La Suisse compte un lobby militant pour le droit de port et possession d'arme à feu : ProTell.